# فرودگاه بین‌المللی النفیضه حمامات
فرودگاه بین‌المللی النفیضه حمامات (به انگلیسی: Enfidha – Hammamet International Airport) یک فرودگاه همگانی با کد یاتا NBE است که یک باند فرود آسفالت دارد و طول باند آن ۳۳۰۰ متر است. این فرودگاه در کشور تونس قرار دارد.